# هاريسبورغ (إلينوي)
هاريسبورغ (بالإنجليزية: Harrisburg, Illinois)‏ هي مدينة تقع في الولايات المتحدة في مقاطعة سالين، إلينوي. يقدر عدد سكانها بـ 9,017 نسمة وترتفع عن سطح البحر 121 متر.

## التركيبة السكانية
حدّد مكتب تعداد الولايات المتحدة بيانات التركيبة السكانية لهاريسبورغ في تعداد الولايات المتحدة. في ما يلي، التركيبة السكانية حسب تعدادي 2000 و2010.

### تعداد عام 2000
بلغ عدد سكان هاريسبورغ 9,860 نسمة بحسب تعداد عام 2000، وبلغ عدد الأسر 4,093 أسرة وعدد العائلات 2,498 عائلة مقيمة في المدينة. في حين سجلت الكثافة السكانية 559 نسمة لكل كيلومتر مربع (1,447.8/ميل2). وبلغ عدد الوحدات السكنية 4,570 وحدة بمتوسط كثافة قدره 259.1 لكل كيلومتر مربع (671.1/ميل2).
وتوزع التركيب العرقي للمدينة بنسبة 90.65% من البيض و6.93% من الأمريكيين الأفارقة و0.27% من الأمريكيين الأصليين و0.35% من الأمريكيين ذوي الأصول الآسيوية و0.55% من الأعراق الأخرى و1.25% من عرقين مختلطين أو أكثر و1.46% من الهسبانيون أو اللاتينيون من أي عرق.
بلغ عدد الأسر 4,093 أسرة كانت نسبة 29.8% منها لديها أطفال تحت سن الثامنة عشر تعيش معهم، وبلغت نسبة الأزواج القاطنين مع بعضهم البعض 44% من أصل المجموع الكلي للأسر، ونسبة 13.2% من الأسر كان لديها معيلات من الإناث دون وجود شريك، بينما كانت نسبة 3.9% من الأسر لديها معيلون من الذكور دون وجود شريكة وكانت نسبة 39% من غير العائلات. تألفت نسبة 35.7% من أصل جميع الأسر من عدة أفراد يعيشون في نفس المنزل ونسبة 17.7% كانت تتألف من شخص يعيش بمفرده يبلغ من العمر 65 عاماً أو أكثر. وبلغ متوسط حجم الأسرة المعيشية 2.22، أما متوسط حجم العائلات فبلغ 2.85.
بلغ العمر الوسطي للسكان 38.4 عاماً. وكانت نسبة 21.3% من القاطنين تحت سن الثامنة عشر، وكانت نسبة 7.6% بين الثامنة عشر والرابعة والعشرين عاماً، ونسبة 24.2% كانت واقعةً في الفئة العمرية ما بين الخامسة والعشرين والرابعة والأربعين عاماً، ونسبة 21.8% كانت ما بين الخامسة والأربعين والرابعة والستين، ونسبة 17% كانت ضمن فئة الخامسة والستين عاماً فما فوق. يوجد لكل 100 أنثى 83.8 ذكر، ويوجد لكل 100 أنثى في الثامنة عشر من عمرها فما فوق 79.8 ذكر.
بلغ متوسط دخل الأسرة في المدينة 26,507 دولارًا، أما متوسط دخل العائلة فبلغ 35,667 دولارًا. وكان متوسط دخل الذكور 29,086 دولارًا مقابل 19,013 دولارًا للإناث. وسجل دخل الفرد الخاص بالمدينة 15,005 دولارًا. وكانت نسبة 10.1% من العائلات ونسبة 13.2% من السكان تحت خط الفقر، وكان من هؤلاء نسبة 16.7% تحت سن الثامنة عشر ونسبة 7.6% في الخامسة والستين من العمر وما فوق.

### تعداد عام 2010
بلغ عدد سكان هاريسبورغ 9,017 نسمة بحسب تعداد عام 2010، وبلغ عدد الأسر 3,753 أسرة وعدد العائلات 2,193 عائلة مقيمة في المدينة. في حين سجلت الكثافة السكانية 511.2 نسمة لكل كيلومتر مربع (1,324.0/ميل2). وبلغ عدد الوحدات السكنية 4,193 وحدة بمتوسط كثافة قدره 237.7 لكل كيلومتر مربع (615.6/ميل2).
وتوزع التركيب العرقي للمدينة بنسبة 88.53% من البيض و6.53% من الأمريكيين الأفارقة و0.50% من الأمريكيين الأصليين و0.82% من الأمريكيين ذوي الأصول الآسيوية و0.09% من سكان جزر المحيط الهادئ و0.73% من الأعراق الأخرى و2.79% من عرقين مختلطين أو أكثر و2.32% من الهسبانيون أو اللاتينيون من أي عرق.
بلغ عدد الأسر 3,753 أسرة كانت نسبة 28.6% منها لديها أطفال تحت سن الثامنة عشر تعيش معهم، وبلغت نسبة الأزواج القاطنين مع بعضهم البعض 39% من أصل المجموع الكلي للأسر، ونسبة 14.7% من الأسر كان لديها معيلات من الإناث دون وجود شريك، بينما كانت نسبة 4.8% من الأسر لديها معيلون من الذكور دون وجود شريكة وكانت نسبة 41.6% من غير العائلات. تألفت نسبة 36.9% من أصل جميع الأسر من عدة أفراد يعيشون في نفس المنزل ونسبة 16.8% كانت تتألف من شخص يعيش بمفرده يبلغ من العمر 65 عاماً أو أكثر. وبلغ متوسط حجم الأسرة المعيشية 2.22، أما متوسط حجم العائلات فبلغ 2.88.
بلغ العمر الوسطي للسكان 39.7 عاماً. وكانت نسبة 23.9% من القاطنين تحت سن الثامنة عشر، وكانت نسبة 9.6% بين الثامنة عشر والرابعة والعشرين عاماً، ونسبة 22.6% كانت واقعةً في الفئة العمرية ما بين الخامسة والعشرين والرابعة والأربعين عاماً، ونسبة 25.6% كانت ما بين الخامسة والأربعين والرابعة والستين، ونسبة 18.3% كانت ضمن فئة الخامسة والستين عاماً فما فوق. وتوزع التركيب الجنسي للسكان بنسبة 48.1% ذكور و51.9% إناث.

## المناخ
يظهر الجدول التالي التغييرات المناخية على مدار السنة لهاريسبورغ:
| البيانات المناخية لـهاريسبورغ     | البيانات المناخية لـهاريسبورغ | البيانات المناخية لـهاريسبورغ | البيانات المناخية لـهاريسبورغ | البيانات المناخية لـهاريسبورغ | البيانات المناخية لـهاريسبورغ | البيانات المناخية لـهاريسبورغ | البيانات المناخية لـهاريسبورغ | البيانات المناخية لـهاريسبورغ | البيانات المناخية لـهاريسبورغ | البيانات المناخية لـهاريسبورغ | البيانات المناخية لـهاريسبورغ | البيانات المناخية لـهاريسبورغ | البيانات المناخية لـهاريسبورغ |
| الشهر                             | يناير                         | فبراير                        | مارس                          | أبريل                         | مايو                          | يونيو                         | يوليو                         | أغسطس                         | سبتمبر                        | أكتوبر                        | نوفمبر                        | ديسمبر                        | المعدل السنوي                 |
| --------------------------------- | ----------------------------- | ----------------------------- | ----------------------------- | ----------------------------- | ----------------------------- | ----------------------------- | ----------------------------- | ----------------------------- | ----------------------------- | ----------------------------- | ----------------------------- | ----------------------------- | ----------------------------- |
| متوسط درجة الحرارة الكبرى °ف (°م) | 43 (6)                        | 47 (8)                        | 58 (14)                       | 70 (21)                       | 79 (26)                       | 87 (31)                       | 91 (33)                       | 90 (32)                       | 84 (29)                       | 72 (22)                       | 58 (14)                       | 46 (8)                        | 69 (20)                       |
| المتوسط اليومي °ف (°م)            | 34 (1)                        | 37 (3)                        | 47 (8)                        | 58 (14)                       | 67 (19)                       | 76 (24)                       | 79 (26)                       | 78 (26)                       | 71 (22)                       | 59 (15)                       | 47 (8)                        | 37 (3)                        | 58 (14)                       |
| متوسط درجة الحرارة الصغرى °ف (°م) | 25 (−4)                       | 27 (−3)                       | 36 (2)                        | 46 (8)                        | 55 (13)                       | 64 (18)                       | 67 (19)                       | 66 (19)                       | 58 (14)                       | 46 (8)                        | 37 (3)                        | 28 (−2)                       | 46 (8)                        |
| الهطول إنش (مم)                   | 2.8 (71)                      | 3.2 (81)                      | 4.9 (120)                     | 4.3 (110)                     | 5.1 (130)                     | 3.9 (99)                      | 4.0 (100)                     | 3.3 (84)                      | 3.0 (76)                      | 2.9 (74)                      | 4.0 (100)                     | 4.1 (100)                     | 45.5 (1٬160)                  |
| المصدر: Weatherbase               |                               |                               |                               |                               |                               |                               |                               |                               |                               |                               |                               |                               |                               |

## أعلام
- ويليس ألين
- فيرجينيا غريغ
- جون إي. برادلي
- جون إتش بيكرينغ
- هنري ترنر